# FC Inter Turku
Acest articol este despre un club de fotbal din Turku, Finlanda. Pentru clubul de fotbal din Milano vezi, Internazionale.
Football Club International Turku este un club de fotbal din Turku, Finlanda. Echipa susține meciurile de acasă pe Veritas Stadion cu o capacitate de 9.000 de locuri.

## Fotbaliști notabili
- Jermu Gustafsson
- Mika Mäkitalo
- Ari Nyman
- Teemu Turunen
- Magnus Bahne
- Aristides Pertot
- Luciano Álvarez
- Marcel Mahouvé
- Serge N'Gal
- Joakim Jensen
- Richard Teberio
- Martin Kayongo-Mutumba
- Jos Hooiveld
- Artim Sakiri
- Steven Polack (1995-98)
- Dominic Chatto
- Domagoj Abramović